# ムヒョキャラ
ムヒョキャラとは、無表情なキャラクターのこと。「むひょキャラ」とも表記。無表情かつ無個性という特徴を持った日本のキャラクターを表す言葉とされる。

## 概要
日本のキャラクターは一般に表情が乏しいと言われており、国民性を反映したものとされる。ムヒョキャラは「真性キャラクター」と称されるファンシー系のキャラクターであり、無表情であることによって自身と共感しているように見えることから、精神的な安らぎや癒しを感じることができるとされる。ムヒョキャラの例としてはハローキティやくまモン・バリィさんがあげられている。